# Helenówka (Kazimierz Dolny)
Helenówka – część miasta Kazimierz Dolny w Polsce położona w województwie lubelskim, w powiecie puławskim, w gminie Kazimierz Dolny.
Leży we wschodniej części miasta, wzdłuż wschodniej sekcji ulicy Jeziorszczyzna, po granice miasta.

## Historia
Helenówka to dawniej samodzielna miejscowość (kolonia). W latach 1867–1927 należała do gminy Celejów w powiecie nowoaleksandryjskim / puławskim, początkowo w guberni lubelskiej, a od 1919 w woj. lubelskim. W 1921 roku liczba mieszkańców wynosiła 54.
31 października 1927, w związku z przywróceniem osadzie Kazimierz Dolny statusu miasta, Helenówkę wyłączono z gminy Celejów i włączono do nowo utworzonego miasta Kazimierz Dolny.